# Hubert von Heyden

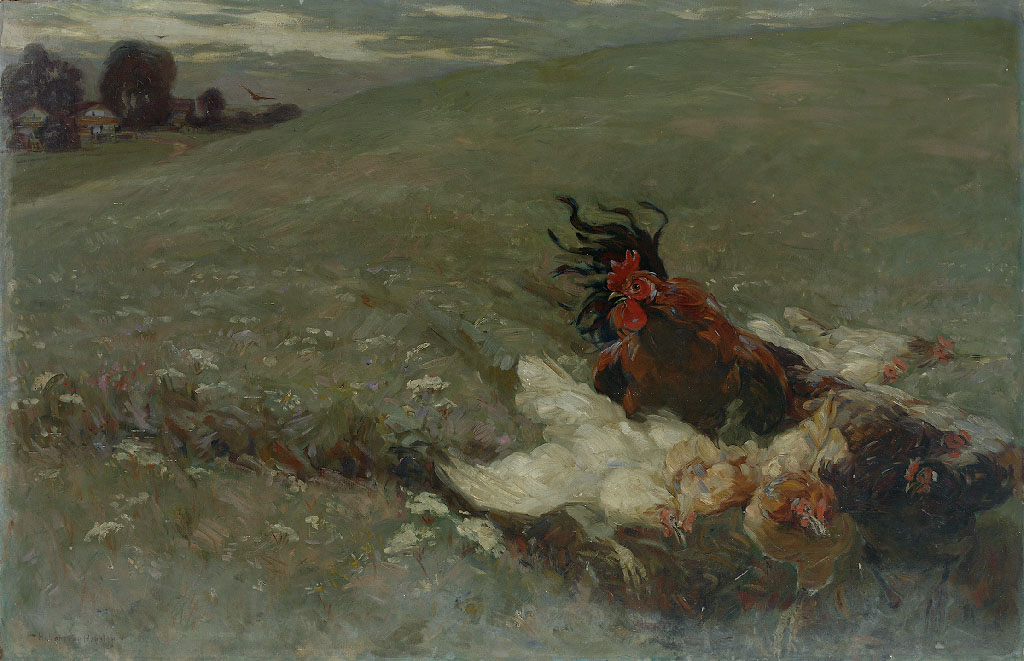
Hubert von Heyden: Hahn mit Hühnerschar

Hubert Friedrich von Heyden-Nerfken (* 13. September 1860 in Berlin; † 20. Januar 1911 in München) war ein deutscher Tier- und Landschaftsmaler und der Hauptvertreter des deutschen Impressionismus innerhalb der Münchner Secession.

## Biografie
Hubert von Heyden entstammte dem ostpreußischen Adelsgeschlecht Heyden-Nerfken. Er war das jüngste von fünf Kindern des Historienmalers und Mitglieds des preußischen Staatsrats August von Heyden (1827–1897), Professor an der Akademischen Hochschule für die bildenden Künste in Berlin, und der Josephine von Weigel (1834–1901).
Zuerst lernte er beim Anton von Werner in Berlin, dann immatrikulierte er sich am 28. Oktober 1885 an der Akademie der Bildenden Künste München und begann das Kunststudium beim Johann Leonhard Raab. Nach Abschluss der Studien lebte er in München, malte während der Sommermonate in Braunau am Inn sowie am Maisinger See südwestlich von Starnberg und war Mitglied des Deutschen Künstlerbundes, der Münchener Secession, der Münchener Künstlergenossenschaft und der Künstlergesellschaft Allotria. Nach seinem Tod veranstaltete die Münchener Secession im Winter 1911/1912 eine Nachlassausstellung mit etwa 80 seiner Werke.
Einige seiner Kunstwerke (Hühnerhof und Geflügelhof) befinden sich in der Neuen Pinatothek sowie als Dauerleihgabe in der Letter Stiftung.

## Kunstwerke (Auswahl)

### Landschaftsmalerei
- Der Hexentanzplatz
- Flusslandschaft
- Bayerisches Bauernhaus zwischen Bäumen
- Mädchen am Feld
- Weiher und Wiese
- Herbst im Buchenwald
- Große Herbstlandschaft mit Birken am Bach
- Hahn mit seiner Hühnerschaft; seitlich Gehöft und anfliegender Hühnerhabicht
- Raubvogel und Möwen am See

### Tiermalerei
- 1887: Armin – Pferdekopf
- Frosch und Muschel
- Weidende Säue
- Saubucht
- Henne mit zwei Küken
- Hünerhof
- Hühner unter Bäumen
- Geflügelhof
- Enten
- Tote Eule
- Junge Gänse
- Hühner an einem Trog / Hühnermahlzeit
- Hahnenkampf auf einer Wiese / Der Rivale
- Truthenne